# Rani (inslagkrater)
Rani is een inslagkrater op de planeet Venus. Rani werd in 1985 genoemd naar Rani, een Hindoestaanse meisjesnaam.
De krater heeft een diameter van 10,7 kilometer en bevindt zich in het quadrangle Atalanta Planitia (V-4).